# Xianpudong (sockenhuvudort i Kina, Jilin Sheng, lat 42,45, long 129,40)
Xianpudong är en sockenhuvudort i Kina. Den ligger i provinsen Jilin, i den nordöstra delen av landet, omkring 380 kilometer sydost om provinshuvudstaden Changchun. Antalet invånare är 1 724. Befolkningen består av 743 kvinnor och 981 män. Barn under 15 år utgör 2,0 %, vuxna 15-64 år 84 %, och äldre över 65 år 13,0 %.
Runt Xianpudong är det ganska tätbefolkat, med 116 invånare per kvadratkilometer. Det finns inga andra samhällen i närheten. I omgivningarna runt Xianpudong växer i huvudsak blandskog.
Genomsnittlig årsnederbörd är 939 millimeter. Den regnigaste månaden är juli, med i genomsnitt 226 mm nederbörd, och den torraste är januari, med 10 mm nederbörd.